# Karel Meloun
Karel Meloun (8. března 1950 Klášterec nad Ohří – 25. června 2022) byl český sochař a restaurátor.

## Život
Karel Meloun se vyučil soustružníkem kovů (1968), kovářem a zámečníkem (1977), studoval obor muzejní konzervace (mistrovská práce, 1978) v Moravském muzeu v Brně a u prof. J. Kruise na Střední škole uměleckých řemesel v Praze. V roce 1992 získal stipendium Evropské unie a UNESCO – Centro Europeo di Formazione degli artigiani per la conservazione del patrimonio architettonico v Benátkách a obdržel atest umělecký kovář a restaurátor kovů EU u prof. A. Habermanna. V období 1979 až 1991 pracoval v Okresním muzeu v Chomutově jako konzervátor různorodých materiálů a restaurátor uměleckořemeslných prací z kovů. Od 1991 působil jako svobodný umělec. Byl členem UVU Praha – Sdružení sochařů Čech, Moravy a Slezska; Asociace restaurátorů Praha, Centro Europeo, restaurátor kovů EU, San Servollo, Itálie (1992).
Restauroval také chladné a palné zbraně a uměleckořemeslné předměty z obecných kovů. Ve volné tvorbě se věnoval kovové plastice – modelování ušlechtilé oceli při tepelném procesu autogenního svařování. Tvorba se vyznačuje štíhlými protáhlými tvary, expresivně vyjadřuje dramatické a antické a biblické náměty, kontrast navozuje použitím eloxovaných prvků a klasickou kovářskou metodou. Vytvářel práce pro architekturu (umělecko-kovářské doplňky a kované plastiky), věnoval se fotografii a malbě. Byl též zastoupen v Oxford Encyklopedii významných osobností České republiky a Slovenské republiky, ve sbírkách: San Servolo, Benátky, Okresního Muzea v Chomutově a jinde. Meloun je také autorem bronzové desky na kadaňské radnici, která vyvrací mýtus o mistru Hanušovi  .

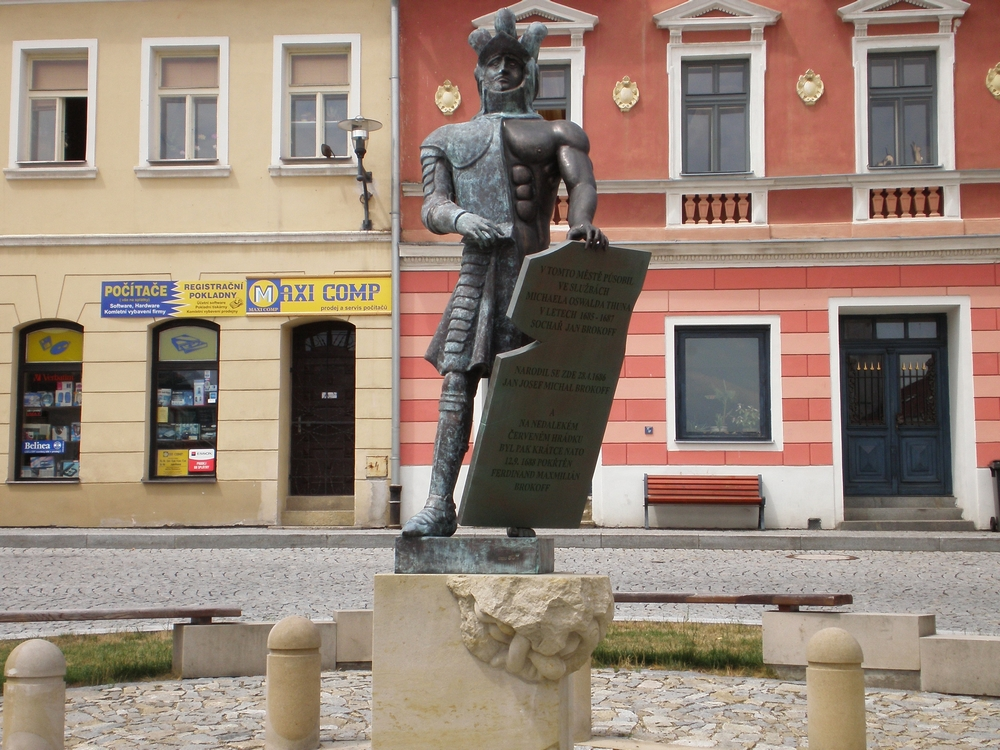
Památník sochaře Brokoffa na náměstí v Klášterci nad Ohří

## Výstavy

### Samostatné výstavy
- 1988 – Praha, Ústav teorie informace automatizace ČSAV
- 1989 – Chomutov, Okresní muzeum
- 1991 – Stolberg (SRN), Galerie Peters
- 1992 – Klášterec nad Ohří, Galerie Meloun
- 1994 – Mělník, Galerie Ve Věži (s J. Valtem)

### Kolektivní výstavy výběr
1988 – 1993, 1996, 1997, 1999, 2001 – hrad Helfštýn, Mezinárodní setkání uměleckých kovářů
- 1991 – Aachen (Německo), 2. celosvětový kongres kovářů
- 1993 – Praha, Mánes, Výstava současného českého sochařství
- 1996 – Klášterec nad Ohří, zámek, Renesanční návrat k člověku
- 1996 – Aachen (Německo), 3. celosvětový kongres kovářů
- 1997 – Klášterec nad Ohří, zámek, III. výstava minerálů, zkamenělin a drahých kamenů
- 1998 – Klášterec nad Ohří, EUROKOV ‘98
- 1999 – Olbernhau (Německo), Schmiedetreffen
- 2000 – Cloppenburg (Německo), 4. celosvětový kongres kovářů
- 2000 – Bad Aibling (Německo), Tierisch Abstrakt – Internationalle Metallgestalter
- 2000 – Klášterec nad Ohří, EUROKOV 2000
- 2001 – Praha, Pražský hrad, Lobkowitzký palác – Kovová plastika
- 2001 – Praha, Národní galerie – Veletržní palác, 4. salón Obce architektů
- 2001 – Bad Hall (Rakousko), Fantasien in Metall
- 2001 – Olbernhau (Německo)
- 2002 – Klášterec nad Ohří, EUROKOV 2002
- 2002 – Klášterec nad Ohří, zámek, VIII. výstava minerálů a hornické historie
- 2002 – Immenstadt (Německo), Leben und Arbeiten am waser
- 2002 – Tours de force (Francie), Exposition musee le secq des Tournelles, eglise Saint-Ouen de Rouen
- 2002 – Klášterec nad Ohří, zámek, IX. výstava minerálů a hornické historie
- 2003 – Náměšť nad Oslavou, zámek, mezinárodní setkání výtvarníků a výstava plastik
- 2003 – Klášterec nad Ohří, zámek, Pocta Brokoffům trochu jinak, výstava plastik a obrazů s mezinárodní účastí
- 2003 – Praha, Galerie Václava Špály, Hlava a Portrét, výstava Sdružení sochařů Čech, Moravy a Slezska
- 2004 – Klášterec nad Ohří, zámek – EUROKOV 2004 – výstava plastik s mezinárodní účastí
- 2005 – Náměšť nad Oslavou, zámek – „Setkání 2“ – mezinárodní setkání výtvarníků, výstava plastik
- 2006 – Helfštýn, International Meeting of Art blacksmiths
- 2006 – Klášterec nad Ohří, zámek - EUROKOV 2006 – Výstava plastik s mezinárodní účastí
- 2007 – Rakovník, Rabasova galerie, Sdružení pražských malířů, Sdružení sochařů Čech, Moravy a Slezska
- 2007 – Náměšť nad Oslavou, zámecký park, „Setkání 3“ – Mezinárodní setkání umělců
- 2007 – Baarn (Nizozemí), J. Kůsová, L. Stenko, K. Meloun, H. Kisza
- 2007 – Praha, Waldesovo museum, Galerie 10, Nové sdružení pražských umělců a Sdružení sochařů Čech, Moravy a Slezska
- 2008 – Brusel (Belgie), Metal Sculpture, Brussel 2008, Evropský parlament
- 2008 – Klášterec nad Ohří, zámek – EUROKOV 2008 – Výstava plastik s mezinárodní účastí
- 2009 – Náměšť nad Oslavou, zámecký park, „Setkání 4“ – Mezinárodní setkání umělců
- 2009 – Klášterec nad Ohří, Galerie Kryt – Klášterecký MišMaš
- 2010 – Klášterec nad Ohří, zámek, XVI. výstava minerálů a hornické historie

## Ceny na mezinárodních setkáních Hefaiston Helfštýn
- 1989 – Čestné uznání za vystavené dílo
- 1991 – Čestné uznání za plastiku Tlaky
- 1992 – Mimořádná cena za plastiky Bojovník I a Bojovník II
- 1993 – První cena v kategorii (ocenění za řemeslnou a výtvarnou hodnotu plastiky Kontrast II)
- 1996 – První cena v kategorii komorní plastika za díla Klášterecká Venuše, Jákob II. klášterecký a Pocta Dalímu
- 1997 – První cena v hlavní kategorii za plastiku Pocta Gaudímu

## Realizace
- Pomník Obětem válek a násilí, Klášterec nad Ohří
- Pomník Obětem válek a násilí, Račetice
- Bojovník, plastika, Okresní muzeum v Chomutově
- Homo sapiens sapiens, dar pro prezidenta V. Havla
- Fontána přátelství, mezinárodní projekt Aachen (1991)
- Brána do Evropy, mezinárodní projekt Aachen (1996)
- Helfštýnská Madona, hrad Helfštýn (1999)
- Klášterecká (moudrá), Klášterec nad Ohří (2002)
- Pocta Keltům na Agaře, Klášterec nad Ohří (2003)
- Múzy, Mezinárodní projekt, Klášterec nad Ohří (2004)
- Setkání 2, Mezinárodní projekt, Náměšť nad Oslavou (2005)
- Pocta kláštereckým Brokoffům, socha na náměstí v Klášterci nad Ohří (2006)
- Spirály, Mezinárodní projekt, Klášterec nad Ohří (2006)
- Setkání 3, Mezinárodní projekt, Náměšť nad Oslavou (2007)
- Klášterecký pramen, Lázně Klášterec nad Ohří (2008)
- Městský pramen, Lázně Klášterec nad Ohří (2008)
- Voda, Mezinárodní projekt, Lázně Klášterec nad Ohří (2008)
- Setkání 4, Mezinárodní projekt, Náměšť nad Oslavou (2009)
- Mezinárodní projekt, Bečov nad Teplou (2009)
- Hrající fontána, Lázně Klášterec nad Ohří (2009-2010)
- Městská knihovna v Jirkově, vývěsní štít Vila Kludský (2010) a v soukromých sbírkách (např. Kanada, USA, Švédsko, Itálie, Německo, Velká Británie atd.)
- Klášterecká Madona s Ježíškem z Agary a Ciboušova, Kostelní ulice č. p. 68

## Restaurátorské práce
výběr
- Projekt Venedikt (Benátky) – technologické postupy při restaurování vstupních bronzem okovaných vrat do baziliky sv. Marka v Benátkách (spolupráce s M. Polianem a I. Kitzbergerem)
- Kostel Stětí sv. Jana Křtitele (Kadaň)
- Františkánský klášter (Kadaň)
- Budova České spořitelny (Kadaň)
- Kostel Nejsvětější Trojice (Klášterec nad Ohří)
- Kostel Nanebevzetí Panny Marie (Klášterec nad Ohří)
- Okresní muzeum v Chomutově (zbraně, truhly, kovové předměty atd.)
- Ústav archeologické památkové péče severozápadních Čech v Mostě
- Barokní okovaná plátovaná vrata, zámek v Klášterci nad Ohří (2005)